# 奧斯汀岩
奧斯汀岩（英語：Austin Rocks）是南極洲的岩石，位於布蘭斯菲爾德海峽，處於特里尼蒂島西北面21公里，長5公里，由英國探險隊命名，現時由南極條約體系管理。